# 로스토프트 해전
로스토프트 해전(영어: Battle of Lowestoft)은 1665년 1665년 6월 13일(율리우스력 6월 3일) 제2차 영국-네덜란드 전쟁 중에 벌어졌다. 연합주의 100척이 넘는 함대는 야코프 판 바세나르 오프담 제독의 지휘를 받으며 서퍽주의 로스토프트 항구 동쪽 40마일 지점에서 요크 공작 제임스가 지휘하는 동일 규모의 영국 함대를 공격했다.
비록 영국이 상당한 승리를 거두었지만, 네덜란드 함대의 대부분이 탈출하여 영국은 단 한 번의 결정적인 승리로 전쟁을 조기에 끝낼 기회를 잃었다. 그 결과 네덜란드는 새롭고 더 잘 무장된 함선을 건조하고 조직과 규율을 개선하여 손실을 보충할 수 있었다. 남은 전쟁 동안 네덜란드 함대는 그렇게 형편없이 조직되거나 규율이 없지 않았으며, 오프담의 후임인 미힐 더 라위터르 덕분에 네덜란드는 전쟁이 끝날 때까지 훌륭한 전술가이자 지도자를 얻게 되었다.

## 배경
제2차 영국-네덜란드 전쟁은 영국과 네덜란드 사이의 오랜 상업적 긴장에서 비롯되었다. 전쟁 발발을 피하기 위한 외교적 협상에도 불구하고 각국은 타협을 거부했고, 양측의 적대 행위는 계속되었다. 프랑스 주재 영국 대사는 루이 14세가 네덜란드가 전쟁을 선포하도록 도발될 경우 조약 의무를 회피하고 영국과의 전쟁에 휘말리지 않을 것이라고 보고했다. 카디스와 영국 해협에서 네덜란드 호송선단에 대한 영국 공격 이후, 네덜란드 공화국은 1665년 3월 4일 영국에 전쟁을 선포했다. 전쟁 초기에 양측은 조기에 결정적인 전투를 벌이는 것이 바람직하다고 생각했는데, 영국 정부의 재정은 긴 전쟁을 지탱할 수 없었고, 네덜란드 항구에 대한 영국 봉쇄와 상선 및 어선단 공격은 곧 네덜란드 경제를 파탄시킬 것이기 때문이었다. 4월과 5월에 걸쳐 시행된 초기 영국 봉쇄가 함선들의 보급 부족으로 중단된 후, 네덜란드는 두 번째 봉쇄를 막기 위해 필사적이었다. 대수도고이자 네덜란드의 주요 정치인인 요한 더빗과 의회의 다른 의원들은 오프담을 감독하기 위한 위원회를 구성했는데, 이 위원회는 26개 조항으로 구성된 상세한 지시를 내려 그에게 가능한 한 가장 큰 피해를 줄 수 있는 시기와 장소에서 영국을 공격하도록 명령했다. 그러나 이 지시는 오프담에게 어떻게 해야 할지에 대한 거의 지침을 주지 않았다.
네덜란드는 제1차 영국-네덜란드 전쟁 동안 및 그 이후에 많은 새로운 전함, 특히 기존 함대를 증강하기 위해 가장 큰 영국 함선과 거의 맞먹는 여러 척의 전함을 건조하라고 명령했지만, 이들 모두가 1665년까지 완성되거나 장비를 갖춘 것은 아니었다. 오프담의 함대를 완성하기 위해 제1차 영국-네덜란드 전쟁 이후 정박해 있던 18척의 노후 전함이 재활성화되었고, 여러 척의 매우 큰 네덜란드 동인도 회사가 건조한 하이브리드 선박이 추가되었다. 이 선박들은 순수 전함만큼 튼튼하게 건조되지는 않았지만 화물 운반, 호송선 호위 또는 전투에 사용될 수 있었다. 아마도 자신의 함대가 조직, 훈련, 규율 및 화력 면에서 여전히 너무 열악하여 결정적인 전투에서 영국을 성공적으로 상대할 수 없음을 깨달은 오프담은 바람이 유리하게 바뀔 때까지 전투를 연기하여 제한된 교전을 추구하고, 그의 함대를 방어적인 바람 아래 위치에 배치하여 공공연히 명령을 불복종하지 않고도 신속하게 이탈하여 항구로 돌아갈 수 있도록 준비했다. 그러나 이러한 기회주의적 태도와 명확한 전략 계획의 부재는 그의 패배와 죽음의 중요한 원인이었다. 드빗이 이끄는 위원회가 발행한 지시는 정치적인 이유로 네덜란드 함대의 전투 서열이 총 21명의 기함 장교가 있는 7개 전대로 나뉘어야 한다고 명시했다. 5개의 네덜란드 해군본부 각각은 자체 기함 장교 세트를 가지고 있었는데, 이 중에는 최근에 임명된 많은 장교들이 포함되어 있었다. 3개의 작은 해군본부 각각은 자체 전대를 갖기를 주장했고, 그래서 암스테르담과 마스(즉, 로테르담)의 더 큰 해군본부는 그들의 병력을 2개의 전대로 나누어 각각 작은 해군본부와 비슷한 규모로 만들었다. 이로 인해 7개의 전대가 생겨났고, 각 전대에는 3명의 기함 장교가 있었는데, 그 중 몇몇은 오프담과 동등한 계급의 부제독들이 이끌었으며, 오프담은 자신의 전대와 전체 함대를 지휘했다.
7개 전대가 세분되지 않았기 때문에 14명의 하급 기함 장교는 지도자들의 잠재적인 대체 역할 외에는 명확한 기능이 없었다. 또한 여러 전대에는 하나 이상의 해군본부에서 온 함선이나 기함 장교가 있어 지휘 계통이 복잡했다. 양국의 함대는 무장 상선을 고용해야만 현재와 같이 커질 수 있었다. 영국은 이들 중 24척을 사용했고, 네덜란드는 12척을 사용했다. 6월 11일, 영국 함대에서 분리된 함선이 동쪽에서 약한 순풍을 받으며 항해하는 네덜란드 함대를 발견했고, 영국 함대는 역풍을 맞으며 네덜란드 함대에 접근하려 했다. 오후 4시, 밀려오는 조류와 거의 무풍 상태로 인해 영국 함대는 정박해야 했고, 네덜란드 함대는 유리한 해류를 이용하여 공격하지 않고 역시 정박하여 그날 전투를 피했다. 오프담은 분명히 전투를 원했고 그렇게 하라는 명확한 명령을 받았지만, 동풍은 네덜란드 함대가 압도당했을 때 퇴각하는 것을 막을 것이며, 서풍을 기다린 그의 행동은 결과적인 전투 후 함대의 대부분이 파괴되는 것을 막았을 수 있다. 6월 12일, 바람은 다시 동쪽에서 불었고, 오프담은 바람을 등지고 있었음에도 불구하고 다시 공격을 거부했다. 두 함대는 대부분의 시간 동안 서쪽으로 항해했고, 밤새 바람이 남쪽, 그리고 남서쪽으로 바뀌었다. 새벽이 되자 바람은 강해졌고 남서쪽과 남쪽 사이에서 불어왔는데, 이는 영국 함대에 약간 유리했다. 오프담은 공격하기로 결정하고 이제 적에게 접근했다. 아마도 바람이 더 서쪽으로 불면 영국 함대에 훨씬 더 유리할 것이라는 우려 때문이었을 것이다.
109척의 영국 함대는 대포 4,542문과 병력 22,055명을 실었으며, 세 개의 전대로 구성되었다.
1. 라인공 루퍼트가 백색 전대를 지휘했다.
2. 제임스 자신이 적색 전대의 중앙을 지휘했다.
3. 샌드위치 백작이 청색 전대의 후방을 지휘했다.

대포 4,869문과 병력 21,613명을 실은 103척의 네덜란드 함대는 무려 7개의 전대를 가지고 있었다.
1. 제1전대: 암스테르담 해군본부 소속, 판 바세나르 자신이 에인트라흐트에서 지휘
2. 제2전대: 주로 제일란트와 마스 해군본부 소속, 부제독 요한 에버르천이 호프 판 제일란트에서 지휘
3. 제3전대: 암스테르담 해군본부 소속, 부제독 에게베르트 바르톨로메우스 코르테나르가 흐루트 홀란디아에서 지휘
4. 제4전대: 주로 프리슬란트 함대와 일부 동인도 회사 함선으로 구성, 부제독 아우케 스텔링베르프가 제벤볼던에서 지휘
5. 제5전대: 암스테르담 해군본부 소속, 부제독 코르넬리스 트롬프가 리프더에서 지휘
6. 제6전대: 주로 제일란트와 마스 해군본부 소속, 부제독 코르넬리스 에버르천 (장로)가 블리싱언에서 지휘
7. 제7전대: 노르더르크바르티어 해군본부 소속, 부제독 폴케르트 스크람이 바펀 판 나사우에서 지휘

## 전투

### 오전

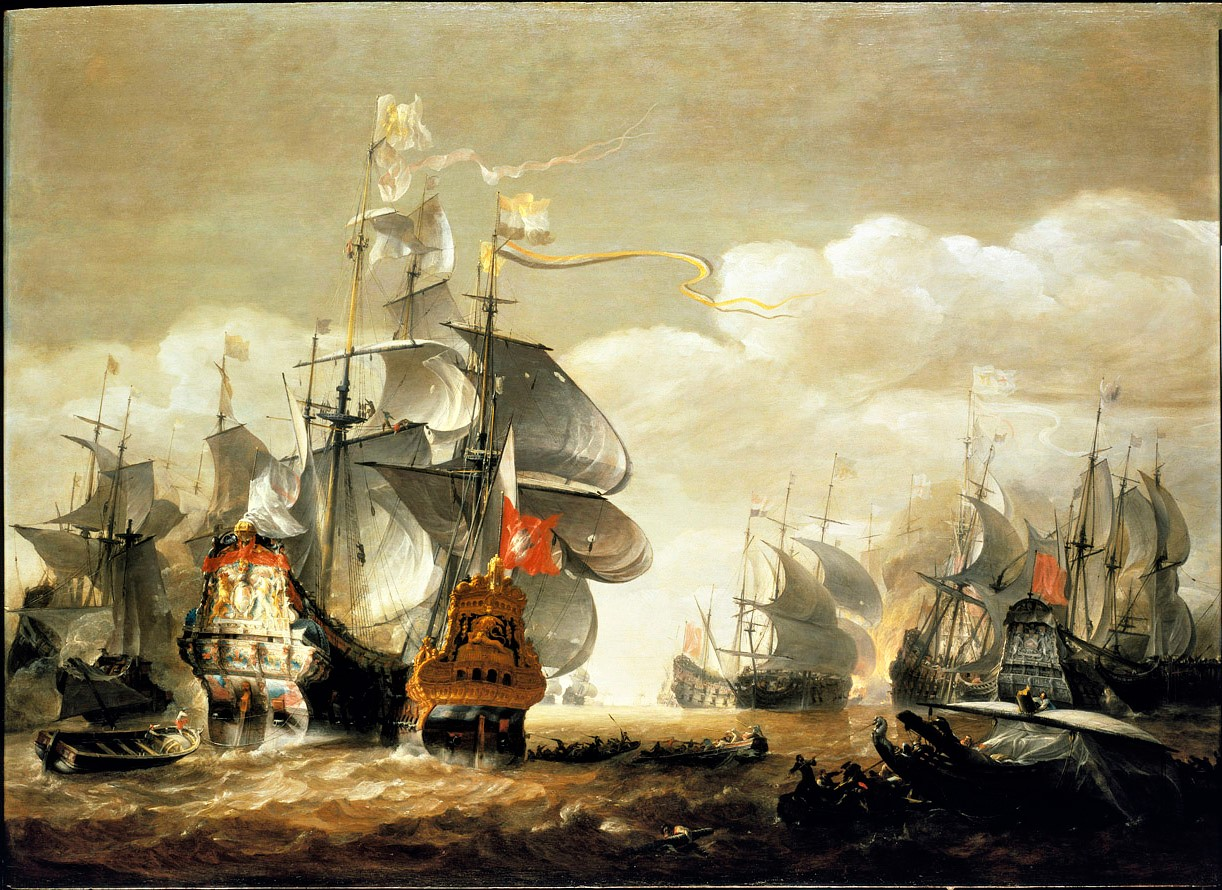
로스토프트 해전, 헨드릭 반 민더르하우트

전투에 대한 완전하고 일관된 설명을 제시하는 것은 어렵고, 특히 전투에서 살아남지 못한 오프담 사령관의 의도를 재구성하는 것은 더욱 어렵다. 그는 6월 12일 모든 은식기와 다른 귀중품을 집으로 보냈는데, 이는 아마도 그의 정신 상태를 보여주는 것일 것이다. 오프담은 과거 전투에서 에게베르트 바르톨로메우스 코르테나르가 그의 기함장이었을 때 가려졌던 리더십과 전술적 통찰력의 부족으로 비난받아왔다. 코르테나르는 로스토프트에서 부제독으로 승진했다. 영국은 오프담의 행동을 당혹스럽게 여겼지만, 그의 전술적 결정은 그의 함대가 화력이 약하고 조직이 제대로 되어 있지 않아 이상적인 조건에서만 전투에 성공할 수 있으며 패배의 위험이 있다면 이탈할 수 있어야 한다는 그의 판단과 관련이 있을 수 있다. 패배 후, 살아남은 네덜란드 기함 장교들은 자신들을 면책하기 위해 그들의 함대가 원래의 서면 명령을 따랐으며, 재난의 원인을 상선 선장들의 불운과 비겁함 탓으로 돌렸다. 13일 이른 아침, 양 함대는 로스토프트 남동쪽 약 40마일 지점에 있었고, 네덜란드 함대는 영국 함대의 남동쪽에 있었다. 바람은 "순풍"으로 묘사되었는데, 이는 남서쪽과 남쪽 사이에서 강하지만 지나치지 않은 바람을 의미했다. 새벽 직전, 오전 4시경, 오프담은 갑자기 서쪽으로 돌진하여 바람을 등지고 주도권을 되찾으려 했고, 영국 함대의 남쪽을 지나가려 했다. 샌드위치 백작의 설명에 따르면, 영국 선봉을 이끌던 크리스토퍼 밍스 경은 즉시 남동쪽으로 이동하여 이를 저지하려 했고, 주도권을 유지하여 선두 네덜란드 함선들이 북서쪽으로 조종하게 만들었고, 두 함대는 반대 방향으로 항해했지만 상당한 거리를 두고 있었다. 오프담의 움직임이 그의 함대 자체를 놀라게 했기 때문에 약간의 혼란이 있었다. 또 다른 해석은 바람이 북서쪽에서 불고 판 바세나르가 방어적인 풍하 위치에서 영국군과 교전하려 했다는 것이다. 그러나 바른신크의 네덜란드 관점에서 상세한 설명은 남서풍이 불었음을 확인한다.
이 첫 번째 통과 동안, 그레이트 채리티(원래 암스테르담 이사회의 선박인 흐로터 리프더로, 1653년 포틀랜드 해전에서 나포됨)는 네덜란드 전열의 동쪽에 고립되었고, 나중에 제독이 되는 얀 덴 하언 선장에게 탑승 및 나포되어 즉시 포획물을 가지고 네덜란드로 돌아갔다. 이 명백히 비합리적인 관행은 이 전투 이후 네덜란드 함대에서 금지되었다. 또 다른 영국 함선, 상선 존 앤드 애비게일(John & Abigail)도 고립되었지만, 결국 영국 함대에 재합류하는 데 성공했다. 나중에 영국 승리곡 "네덜란드 함대, 단순한 허세(The Dutch Armado A Meer Bravado)"는 다음과 같이 선언했다: "행운은 네덜란드에게 우리의 '자선'을 빌려주었을 때 즐거웠으니, 그들이 절실히 원했던 것이었다." 이어서 두 번째 통과가 있었는데, 각 함대가 항로를 역전시켜야 했다. 펜은 함대 전투 지침에 새로운 조항을 삽입하여 후방에서 택을 하도록 요구했는데, 이는 함대 순서를 역전시키는 것이었지만, 펜은 나중에 이 기동 신호가 네덜란드 함대가 이미 선회하기 시작한 후에야 표시되었다고 회고했다. 선봉의 라인공 루퍼트는 문제가 있음을 깨닫고 자신의 적색 전대에게 같은 순서를 유지하면서 항로를 역전시키도록 명령했지만, 밍스가 이끄는 그의 선두 부대는 처음에는 루퍼트의 신호를 놓쳤다. 펜은 첫 번째 명령을 취소했고, 공작은 그의 전대의 중앙과 후방을 북서쪽으로 이끌었지만, 로슨이 이끄는 그의 선두 부대는 샌드위치 백작이 이끄는 청색 전대가 자체 선회를 시작할 때까지 제독의 선회를 무시했다. 이로 인해 루퍼트의 백색 전대 후방에 큰 간격이 생겼다. 다행히 영국에게는 네덜란드 함대가 북쪽으로 충분히 멀리 떨어져 있어 이 간격을 즉시 이용할 수 없었고, 오전 6시부터 7시까지 두 함대는 교전하지 않았다.
펜이 발전하는 네덜란드의 위협에 대한 해결책은 대담했다. 오전 7시 직후 그는 로열 찰스와 적색 전대의 대부분을 서쪽으로 조종하여 두 번째 전투선을 형성하여 오프담이 바람을 등지고 있는 유리한 위치를 차지하는 것을 막았다. 네덜란드는 펜의 기동 때문이든 또는 그들의 배가 남서풍을 거슬러 충분히 서쪽으로 조종할 수 없었기 때문이든 그렇게 하려는 시도를 하지 않았다. 게다가 샌드위치 백작의 청색 전대는 루퍼트의 전대가 남긴 간격을 거의 메웠고, 그 뒤에 다소 무질서한 대형을 이루었으며 로슨의 부대가 샌드위치 백작을 따랐다. 이 통과 중의 전투는 첫 번째 통과보다 가까운 거리에서 이루어졌고, 네덜란드 선박들은 영국 전열을 돌파하려고 시도했다. 비록 세 척의 선박이 일시적으로 성공했지만, 곧 다시 밀려났다. 전체 네덜란드 함대가 영국 함대의 맞은편에 오자, 제임스와 펜은 후방에서 두 번째로 태킹 기동을 시도하기로 결정했다. 이것은 신중한 조정과 타이밍을 요구했지만, 포격 속에서 이루어져 로슨의 부대가 샌드위치 백작을 이끌고 루퍼트가 후방에 위치하게 되었다. 이어서 두 함대는 약 8시부터 같은 속도로 북서쪽으로 이동하고 있었다. 이때까지 사상자는 비교적 적었지만, 이어진 격렬한 전투에서 프리슬란트 사령관 아우케 스텔링베르프 부제독은 반으로 잘렸고, 아마도 현재 가장 유능한 네덜란드 사령관이었던 베테랑 코르테나르 부제독은 둘 다 포탄에 치명상을 입었다. 이어서 병참 아테 스틴스트라가 코르테나르의 함선을 지휘했다.
늦은 오전부터 정오까지의 전투 단계에 대한 모든 보고서는 단편적이다. 영국 함대는 태킹 기동을 실행하면서 흐트러졌지만, 네덜란드 함대는 더 큰 혼란에 빠졌고 많은 네덜란드 함선이 일관된 전투 대열을 유지하지 못했다. 이론적으로 바람 아래 위치는 네덜란드 포의 사거리를 늘려 사슬탄으로 영국 함선의 삭구를 안전한 거리에서 파괴할 수 있었을 테지만, 현실에서는 7개 전대가 서로의 사선을 막기 시작했다. 또한 전투에 가장 열성적인 기함 장교와 선장들은 덜 열성적인 장교와 노후 함선들을 빠르게 뒤로하고 떠났고, 회사 선박들은 대형 전투 전술 훈련을 받지 못했다. 확인된 바에 따르면 코르테나르의 전대가 네덜란드 함대를 이끌었고 로슨에 맞서 배치되었으며, 요한 에버르천과 오프담은 주로 샌드위치 백작의 전대에 맞섰고, 트롬프와 코르넬리스 에버르천은 후방에서 루퍼트에 맞섰다. 네덜란드 제4, 7전대의 함선들은 전열 전체에 흩어져 있었고, 영국 적색 전대의 대부분은 주 전투 지역 서쪽에 별도의 전열을 형성하여 몇 시간 동안 네덜란드 포격 사정권 밖에서 거의 벗어나 있었다. 정오 무렵 로슨의 기함 로열 오크는 상당한 피해를 입고 전열을 이탈했으며 로슨 자신도 부상당했다. 그는 곧 조지프 조던으로 교체되었고, 조던은 곧 기함을 이끌고 부대로 돌아왔다.

### 오후
긴 포격전은 오후 2시경까지 계속되었는데, 네덜란드가 영국 청색 전대에 상당한 압력을 가하는 동안 다른 곳에서는 자신들의 위치를 지켜냈다. 이는 적색 전대의 대부분이 거의 활동하지 않았기 때문이었다. 그러나 제임스와 펜은 정오경부터 샌드위치 백작을 돕기 위해 증원군을 보내기 시작했다. 이른 오후의 가장 치열한 전투는 오프담과 샌드위치 백작의 전대 사이에서 벌어졌는데, 후자는 화력을 집중하여 맞서는 네덜란드 함선에 막대한 피해를 입혔다. 오프담의 기함 에인트라흐트와 약 5척의 다른 대형 네덜란드 함선이 샌드위치 백작의 전대를 돌파하려 했고, 바스티안 센텐 선장이 이끄는 거대한 네덜란드 동인도 회사 선박 오라녜의 선원들이 샌드위치 백작의 함선 몬태규에 탑승하여 일시적으로 장악했다. 그러나 제임스와 펜은 말버러 백작이 지휘하는 68문의 올드 제임스를 오라녜에 보냈고, 자신과 펜은 샌드위치 백작의 기함 프린스 로열를 지원하기 위해 로열 찰스를 에인트라흐트에게 보냈다. 이러한 증원군 덕분에 센텐은 탑승자들을 철수시켜야 했고 네덜란드는 돌파 시도를 포기해야 했다. 이 시도와 그 격퇴는 네덜란드 함선들 사이에 상당한 혼란을 야기했다. 전투의 중심에 가까이 있던 샌드위치 백작과, 동시에 독립적으로 더 멀리 떨어져 있던 루퍼트는 네덜란드의 혼란을 알아차리고 전투의 결과를 결정짓는 공격을 시작했다. 샌드위치 백작은 네덜란드 중앙을 돌파하려 했고, 그에게 맞서려던 네덜란드 함선 4척이 서로 충돌했다. 이 함선들이 항복하지 않자 나중에 영국 화선에 의해 공격을 받았고, 한 척만 불타는 것을 피할 수 있었다. 다른 네덜란드 함선들은 퇴각했다. 북쪽에서는 트롬프와 코르넬리스 에버르천이 루퍼트로부터 바람을 등지고 있는 유리한 위치를 빼앗으려 했으나, 루퍼트는 자신의 상대를 심하게 손상시키면서도 이를 유지했다.
이 두 영국군의 공격이 진행되는 동안, 요크 공작은 에인트라흐트를 공격했다. 오프담의 기함에서 발사된 네덜란드의 사슬탄이 제임스 공작을 아슬아슬하게 비껴가 로열 찰스 호에 타고 있던 그의 시종관들인 리처드 보일 (제1대 벌링턴 백작 리처드 보일의 아들), 머스케리 자작 찰스 매카티, 제1대 팔머스 백작 찰스 버클리 등 여러 명을 사망케 했다. 특히 재능이 없고 거의 존경받지 못했던 마지막 사람은 참수당했는데, 시인 앤드루 마벌은 존 덴엄이라는 가명으로 잔인한 비문을 남겼다: "그의 산산조각 난 머리를 두려움 없는 공작은 경멸하며, 그가 두뇌를 가졌다는 마지막이자 첫 증거를 보여주었다." 그러나 에인트라흐트의 사상자는 훨씬 더 심각하여, 오프담은 함상에서 포탄에 맞아 사망했고, 그의 사망 몇 분 후인 오후 3시경, 화약고가 경고 없이 폭발하여 함선이 파괴되고 승무원 5명을 제외한 전원이 사망했다. 기함의 손실과 사령관의 사망은 영국 청색 및 백색 전대가 공격하고 있던 바로 그 시점에 발생하여 네덜란드군의 사기에 심각한 영향을 미쳤고, 그의 후임자에 대한 불확실성으로 더욱 손상되었다. 다음으로 고참 기함 장교는 제일란트의 요한 에버르천이었는데, 지배적인 홀란트 주의 정치인들은 그를 불신하여 코르테나르를 전투 전에 오프담의 후임자로 지명했었다. 코르테나르는 치명상을 입어 지휘 불능 상태였지만, 그의 기함장 스틴스트라는 코르테나르의 기함을 제3전대 제독의 기함으로 계속 날렸고, 에인트라흐트의 폭발에 동요한 그는 전투에서 도주했으며, 그 뒤를 이어 그 전대의 많은 함선들이 자신들의 지도자의 기함을 따라야 한다고 생각하고 도주했다. 코르테나르가 자신의 책임을 포기했다고 생각한 요한 에버르천은 자신이 함대를 지휘한다는 깃발을 올렸지만, 암스테르담의 고참 장교인 코르넬리스 트롬프도 지휘 깃발을 올려 혼란을 가중시켰고, 세 척의 함선이 함대 기함을 주장하게 되었다.
이 단계에서 전투 대형은 사라졌고, 전투는 거대하고 형체가 없는 난전 양상을 띠었지만, 더 공격적인 영국 함대는 실제로 에인트라흐트의 손실로 동요하거나 흐루트 홀란디아에서 코르테나르의 깃발을 따르던 많은 네덜란드 함선을 퇴각시키고 있었다. 네덜란드 함대의 완전한 궤멸은 에버르천이나 트롬프에게 집결한 함선들과 오라녜의 활약으로 막을 수 있었다. 오라녜는 약 두 시간 동안 여러 적과 싸우다 부서지고 침몰하면서 항복했고 불탔다. 이러한 네덜란드군은 오후 6시경 모든 응집력을 잃은 함대의 대부분이 영국군의 추격보다 앞서 도망칠 수 있도록 해주었다. 이 단계에서 말버러 백작과 포틀랜드 백작은 전사했고, 로슨의 적색 전대 부대와 테디먼의 청색 전대 부대가 주 전투에 합류하여 더 많은 네덜란드 함선이 퇴각하게 만들었다. 오후 6시에서 9시 사이에 더 큰 영국 함선들이 집중하여 먼저 에버르천을, 그 다음 트롬프를 퇴각시키고 도주할 수 없을 정도로 손상된 네덜란드 함선들을 소탕하여 3척을 나포했다. 트롬프는 나중에 자신의 후방 방어 작전이 더 큰 손실을 막았다고 주장했는데, 이는 도주하는 많은 네덜란드 함선 승무원들이 사기가 저하되어 어떤 영국 추격자들과도 싸우려 하지 않았기 때문이었다. 샌드위치 백작이 네덜란드 함대를 돌파하자, 함대는 여러 개의 분리된 집단으로 흩어져 다른 항구로 도주했다. 트롬프는 한 무리를 텍셀로 이끌었고, 그 뒤를 루퍼트가 따랐으며, 요한 에버르천은 나머지 영국 함대의 추격을 받으며 다른 분견대와 함께 마스(프랑스어: 뫼즈강)로 퇴각했고, 다른 함선들은 스헬더강으로 향했다. 그러나 영국 사령관들은 더 빠른 함선들을 풀어 더 느린 네덜란드 도망자들을 따라잡도록 하는 일반적인 추격을 명령하지 않고, 전대 대형을 유지했다. 오후 9시경, 샌드위치 백작은 심지어 백색 전대가 따라잡고 요크 공작이 지휘권을 인수할 수 있도록 그의 전대에 돛을 줄이도록 명령했다.
그러나 훨씬 더 큰 피해를 준 것은 밤 동안 로열 찰스의 돛을 줄이라는 결정이었다. 이 사건을 둘러싸고 상당한 논란이 있으며, 이를 설명하기 위해 여러 가지 설명이 제시되었다. 펜과 하먼의 증언에 의존하는 한 설명에 따르면, 제임스 공작의 침실 담당이었던 헨리 브론커 경은 두려움 때문이든 또는 요크 공작부인에게 공작을 위험에서 벗어나게 하겠다고 약속했기 때문이든, 먼저 함대장 윌리엄 펜에게 접근하여 돛을 늦추라고 요청하며, 공작이 추정상속인이며 그의 죽음은 재앙이 될 것이라고 상기시켰다. 펜은 제임스만이 명령할 수 있다고 말하며 거절했지만, 그 다음 아래로 내려갔다. 브론커는 다음으로 로열 찰스 호의 함장 존 하먼에게 접근하여, 이번에는 돛을 줄이라는 명령이 제임스에게서 나왔다고 가장했다. 로열 찰스가 밤새 돛을 줄이자, 나머지 영국 함대도 따라서 돛을 줄였다. 또 다른 설명에 따르면, 펜은 제임스 공작이 전투에서 죽음을 간신히 모면한 후 완전히 겁을 먹었다고 말했다고 한다. 브론커는 나중에 전쟁 후 자신을 비난할 수 있었던 의회 조사를 피하기 위해 도망쳤다. 6월 14일 아침, 가장 빠른 영국 호위함들이 주 함대보다 먼저 보내졌을 때, 그들은 6척의 네덜란드 함선을 나포했는데, 일부는 명예롭게 방어했지만 다른 일부는 거의 저항하지 않았다. 이들은 전날 저녁에 나포된 3척 외에 추가된 것이었다. 주목할 만한 승리의 결과는 예상보다 적었는데, 첫째는 트롬프와 요한 에버르천의 후방 방어 작전으로 많은 네덜란드 함선이 전투에서 이탈할 수 있었기 때문이고, 둘째는 도주하는 네덜란드 함선을 추격하기 위해 주 함대에서 더 빠른 호위함들을 풀어주는 데 실패했기 때문이었다. 이는 오후 6시부터 명령할 수 있었던 일이었다. 이 작지만 빠른 함선들은 주 전투에 거의 참여하지 않았지만, 6월 14일 아침의 활동은 무엇을 달성할 수 있었는지를 보여주었다. 밤에 전체 함대의 논란의 여지가 있는 속도 저하는 이러한 이전의 실패를 악화시켰을 뿐이었다.

## 여파

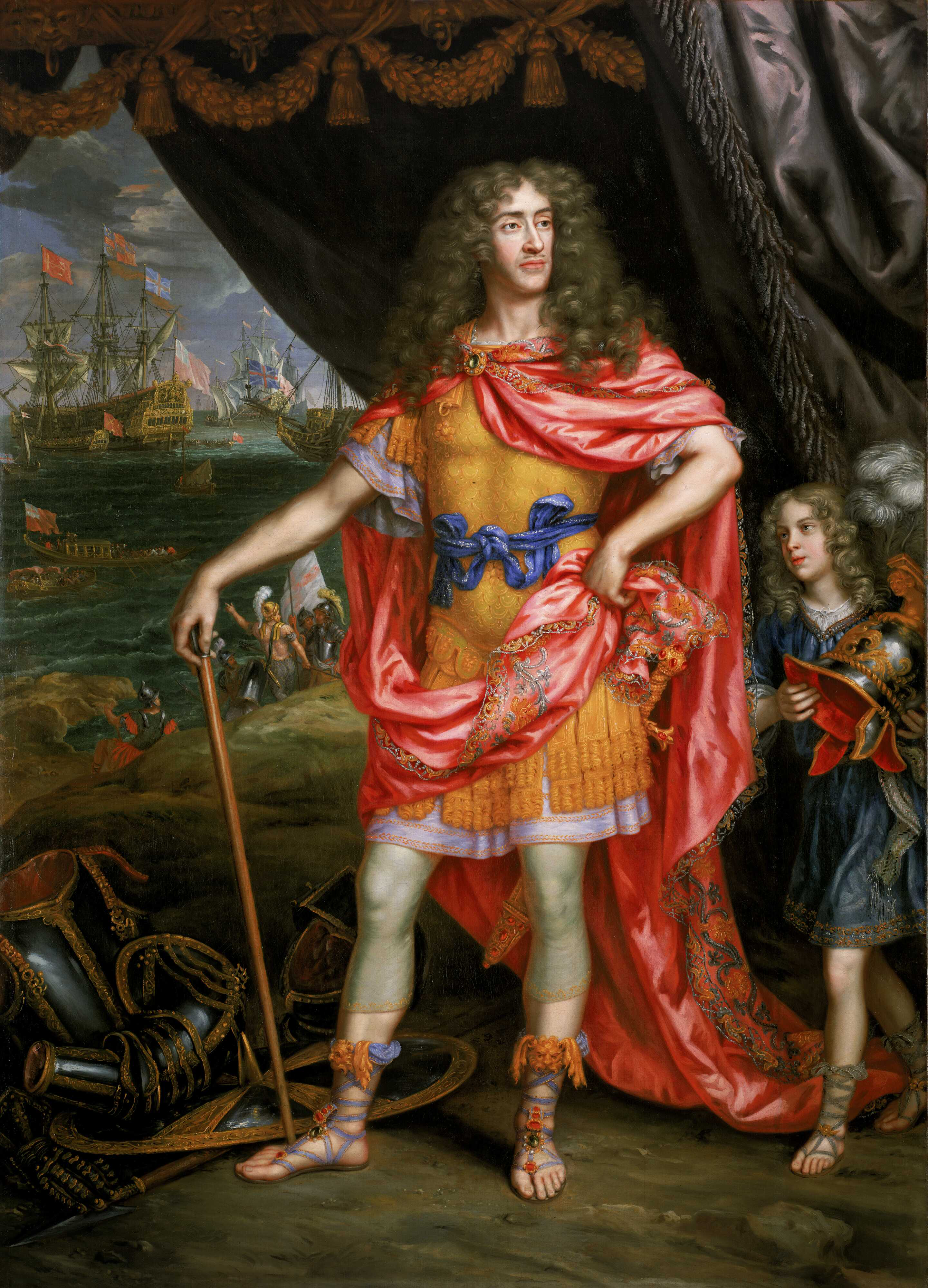
앙리 가스카르의 요크 공작 제임스의 초상화, 1673

영국은 위에서 언급한 나포된 그레이트 채리티 한 척만 잃었다. 네덜란드 함선 8척은 영국에 의해 침몰되었다. 이 중 6척은 도주 중 서로 엉켜 두 번의 별도 사건으로 불에 탔으며, 각 집단은 화선에 의해 불태워졌다. 이는 테르고스와 마르세베인 회사선, 그리고 상선 스와넨부르크에게 일어났으며, 또한 코에보르덴, 스타트 위트레흐트, 프린세 마우리츠에게도 일어났다. 이전에 언급된 회사선 오라녜는 여러 영국 함선과 싸우다 난파선으로 변한 후 불태워졌다. 처음 공격한 함선은 요크 공작 전대의 제레미아 스미스 선장이 지휘하는 메리 호였는데, 이 작전에서 승무원 99명을 잃었고, 나중에 로열 오크, 에식스, 로열 캐서린가 뒤따랐다. 일부 기록에 따르면, 오라녜는 승무원 400명 중 절반을 잃은 후 항복했으며, 심한 부상을 입은 센텐 (스코틀랜드 출신 망명자라는 소문이 돌았음)은 영국 선박에 의해 구조되었으나 얼마 후 사망했다. 네덜란드 도주 중에 영국은 힐베르쉼, 델프트, 제일란디아, 바펀 판 에담, 용헤 프린스 등 9척의 배를 더 나포했다. VOC-선박 나겔붐과 상선 카롤루스 퀸투스, 마르스, 헬데르셔 뤼터도 나포되었다. 트롬프는 나포되었으나 탈출했다. 8척의 노후 함선은 나중에 수리 비용이 가치를 초과할 것으로 예상되어 폐기해야 했다. 영국 함대는 전투 중 로버트 삼순 후방 제독 한 명의 기함 장교를 잃었으며, 로슨 부제독은 치명상을 입고 전투 3주 후 사망했다. 전투에 참여한 주목할 만한 영국 제독과 함장으로는 로열 찰스의 윌리엄 펜, 크리스토퍼 밍스, 조지 애스큐 등이 있었다.
네덜란드 함대의 대부분이 탈출한 것은 손실보다 더 중요했는데, 전투 병력으로서의 함대 파괴만이 영국이 필요로 하는 조기 승리를 가져다줄 수 있었기 때문이다. 로스토프트에서의 재앙 원인을 고위 네덜란드 해군 장교와 정치인들이 검토하기 시작하면서 그 가능성은 더욱 희미해졌다. 그들은 세 가지 주요 원인을 파악했다. 첫째는 규율 부족으로, 이는 최악의 위반자들을 엄중히 처벌하고 성공에 보상함으로써 해결되었다. 둘째는 전술적 문제로, 개별 함선이 적을 탑승하여 나포하고, 많은 경우 나포한 전리품과 함께 전투를 이탈하는 규율 없는 난전이라는 네덜란드 선호 전술이 전열에서 싸우는 함선의 영국 포격에는 효과적이지 않았다는 것이다. 비록 드 라위터르는 4일 해전 마지막 날에 부분적으로 난전 전술로 돌아갔지만, 전열에서 싸우는 것이 1665년 8월 의회에서 승인된 새로운 전투 지침의 표준 전술이 되었다. 마지막 원인은 네덜란드 함선의 열세였다. 네덜란드 함선은 잘 건조되었지만, 일반적으로 다른 해상 국가의 함선보다 작고 무장이 약했다. 비록 제1차 영국-네덜란드 전쟁 이후 상당한 건조 프로그램이 있었지만, 에인트라흐트와 흐루트 홀란디아만이 함대 기함으로 건조되어 영국 3급 전함에 필적했다. 1660년부터 네덜란드는 확장 프로그램을 시작했지만, 대부분은 작은 함선이었고, 에인트라흐트보다 큰 함선은 단 한 척뿐이었으며 영국 2급 전함과 같은 크기였다. 이 건조 프로그램은 전쟁 발발 후 크게 확장되었지만, 로스토프트 전투 당시에는 어떤 함선도 완성되지 않았다. 1666년 6월 4일 해전 당시 네덜란드 함대와 비교하면, 오프담은 많은 노후되고 작은 함선과 적은 수의 현대 함선으로 구성된 함대를 가지고 있었다. 그것은 동인도 회사의 선박과 다른 상선에 크게 의존했지만, 이들은 진정한 전함만큼의 회복력이 없었다. 1666년 전투에는 동인도 회사의 선박이 없었고, 참석한 소수의 상선들은 전투 대열에 있지 않고 보조 역할을 했다.
트롬프와 에버르천은 의회 위원들로부터 가능한 한 많은 함선을 가지고 바다로 돌아오라는 명령을 받았지만, 전투 후의 비난 속에서 트롬프는 불복종이나 비겁함으로 여러 선장들을 비난하며 거부했고, 의회는 함선을 검사하고 피해가 거의 없는 것처럼 보인 함선들의 선장들을 심문하기 위한 위원회를 구성했다. 약 20여 척의 함선이 피해를 거의 입지 않은 것으로 밝혀졌지만, 10명의 선장만이 비겁함으로 기소되었다. 9명의 선장이 재판에 회부되었는데, 3명은 함대 앞에서 총살당했고, 3명은 추방되었으며, 3명은 지휘에서 해임되었다. 10번째 선장인 로렌스 헴스케르크는 전투에서 비겁함으로 재판받을 것을 두려워하여 1665년 네덜란드에서 도피했으며, 나중에 궐석재판으로 네덜란드에서 영구 추방을 선고받았다. 헴스케르크는 Vlie 공격 계획을 돕고, 나중에 1672년에는 솔베이 해전에서 동포들에 맞서 프랑스 편에서 싸웠다. 비록 많은 함선 승무원의 행동에 상당한 불만이 있었지만, 의회는 그 잘못이 선장들에게 있다고 판단하여 이들을 조사하지 않았다. 두 명의 사망한 제독의 자리를 채울 승진에 대한 논쟁도 있었다. 네덜란드는 패배에서 교훈을 얻으려 했다. 제일란트 해군본부는 기함 장교와 선장들에게 길고 불리한 포격전을 피하고 적함을 탑승하고 나포하는 훈련을 연습하도록 지시했다. 1665년 8월, 의회 의원들은 트롬프 및 다른 제독들과의 논의를 통해 제2차 영국-네덜란드 전쟁과 제3차 영국-네덜란드 전쟁 내내 네덜란드 해군 전술의 기반이 된 개정된 전투 지침을 발표했다. 이 지침의 주요 내용은 함대를 세 개의 다른 전대로 나누고, 각 전대는 명확한 지휘 계통을 가지며, 신호 체계를 개선하고, 적 함대의 일부에 대해 우월한 병력을 집중하는 원칙을 적용하는 것이었다. 이 지침은 로스토프트에서 함대를 불명확한 지휘 계통을 가진 7개 전대로 나눈 것을 암묵적으로 비판했지만, 오프담의 신중한 전술 또한 비판했다.

## 같이 보기
- 로스토프트의 기수들
- 해군 용어사전 : (A–L),  (M–Z)

## 참고 문헌
- Bruijn, Jaap R. (2011). The Dutch Navy of the Seventeenth and Eighteenth Centuries. Oxford University Press. ISBN 978-0-98649-735-3
- Fox, Frank L. (2018). The Four Days' Battle of 1666. Seaforth. ISBN 978-1-52673-727-4.
- Rommelse, Gijs. (2006). The Second Anglo-Dutch War (1665-1667): Raison D'état, Mercantilism and Maritime Strife. Uitgeverij Verloren. ISBN 978-9-065-50907-9.
- Van der Aa, A. J. (1867). Biographische Woordenboek der Nederlandenen. Allart.
- Warnsinck, J. C. M. (1942) Van Vloot Voogden en Zeeslagen. Kampen & Zoon
- Weigley, Russel Frank (2004), 《The Age of Battles: The Quest for Decisive Warfare from Breitenfeld to Waterloo》, Bloomington: Indiana University Press, ISBN 978-0-25321-707-3
- Prud'homme van Reine, Ronald Boudewijn (2001). 《Schittering en Schandaal. Dubbelbiografie van Maerten en Cornelis Tromp》 [Schittering en Schandaal. Dubbelbiografie van Maerten en Cornelis Tromp] (네덜란드어). Arbeiderspers. ISBN 978-90-295-3572-4.